# 루카스 라데베
루카스 발레리우 은투바 라데베(영어: Lucas Valeriu Ntuba Radebe, 1969년 4월 12일 ~ )는 남아프리카 공화국의 전 축구 선수로, 주로 센터백으로 활약했다.
그는 보푸타츠와나 축구 리그(BOPSOL)에서 축구를 시작했으며, 노스웨스트주 지러스트 근처 레후루체의 스톡스 버즈에서 뛰었다. 이후 남아프리카 공화국의 카이저 치프스에 발탁되었고, 그 후 잉글랜드의 리즈 유나이티드로 이적하여 요크셔 구단에서 262경기를 뛰었다. 이 클럽들에서 활동하는 동안 그는 "루(Rhoo)"와 "더 치프(The Chief)"라는 별명을 얻었다. 그는 리즈 유나이티드와 남아프리카 공화국 국가대표팀의 주장을 맡았으며, 특히 2002년 FIFA 월드컵에서 두드러졌다. 넬슨 만델라는 라데베에 대해 "이 사람이 나의 영웅이다"라고 말했다. 또한 그는 카이저 치프스에서 뛰는 동안에도 주장직을 맡았다.

## 구단 경력

### 카이저 치프스
라데베는 현재는 폐지된 보푸타츠와나 축구 리그에서 아마추어 팀인 ICL 버즈에서 활약한 후, 패트릭 은촐렝오에에 의해 발탁되어 1989년에 남아프리카 공화국의 명문 클럽 중 하나인 카이저 치프스에 입단했다. 라데베는 카이저 치프스에서 골키퍼로 선수 생활을 시작했으며, 이후 중앙 미드필더를 거쳐 최종적으로 센터백으로 전향했다.

### 리즈 유나이티드
1994년, 라데베는 또 다른 남아프리카 공화국 선수 필 마싱가와 함께 25만 파운드의 이적료로 리즈 유나이티드로 이적했다. 라데베는 원래 마싱가를 만족시키기 위해 포함된 선수였지만, 결과적으로 더 가치 있는 투자로 밝혀졌다.
처음 이적했을 당시에는 성공적이지 않았다. 라데베는 당시 리즈의 감독 하워드 윌킨슨과 의견이 맞지 않았고, 부상도 겹쳐 정규 1군 자리를 제대로 얻지 못했다.
1996년 3월, 라데베는 미들즈브러와의 경기에서 후반전에 존 루키치가 부상을 입자 골키퍼로 교체 투입되며 다시 골키퍼 포지션을 맡았다. 라데베는 다음 달에도 다시 골키퍼로 나섰는데, 이는 맨체스터 유나이티드와의 경기에서 골키퍼 마크 비니가 17분 만에 페널티 지역 밖에서 핸들링 반칙을 범해 퇴장을 당했기 때문이다. 라데베는 마크 포드를 대신해 교체 투입되었고, 리즈는 1–0으로 패했지만 그의 활약 덕분에 클럽에서 '컬트 히어로'로 불리게 되었다.
하지만 윌킨슨 감독이 조지 그레이엄으로 교체되자 라데베의 커리어는 꽃을 피우기 시작했고, 그는 1998–99년 시즌 팀의 주장으로 임명되었다. 라데베가 주장으로 있는 동안 리즈 유나이티드는 비교적 성공적인 시기를 보냈다. 1998–99년 시즌에는 프리미어리그에서 4위를 차지해 UEFA컵 (현 UEFA 유로파리그) 출전권을 얻었고, 1999–2000년 시즌에는 리그 3위를 기록하며 다음 시즌 챔피언스리그 출전 자격을 획득했다. 그 시즌 리즈는 챔피언스리그 준결승까지 진출했다. 이 시기 동안 라데베는 맨체스터 유나이티드, AC 밀란, 로마 등의 이적 제의를 거절했다. 당시 알렉스 퍼거슨 감독은 "루카스에게 관심을 가져야 하는 건 당연한 일"이라며 그를 높이 평가했다.
2000년, 라데베는 FIFA 페어플레이상을 수상했다.
그러나 같은 해에 그는 심각한 무릎과 발목 부상을 입었고, 이로 인해 거의 2년 동안 경기에 출전하지 못했다. 이후 예전의 기량을 회복하는 데 어려움을 겪었고, 팀 내 입지도 잃게 되었다.

## 국가대표팀 경력
아파르트헤이트 종식 이후, 라데베는 1992년 7월 7일, 카메룬과의 첫 국제 경기에서 남아프리카 공화국 국가대표팀으로 데뷔했다.
장기적인 무릎 부상에서 막 회복한 그는 1996년 아프리카 네이션스컵에서 우승한 남아프리카 공화국 국가대표팀의 일원이었다.
라데베는 또한 1998년 FIFA 월드컵과 2002년 FIFA 월드컵 당시 남아프리카 공화국 국가대표팀의 주장도 맡았다. 남아프리카 공화국은 두 대회 모두 토너먼트 단계에 진출하지 못했으나, 라데베는 2002년 월드컵에서 득점했다.
그는 국가대표로서 70경기에 출전했고 국제 경력 동안 2골을 넣었으며, 마지막 경기는 2003년 5월 22일, 잉글랜드와의 경기였다.
은퇴 후, 라데베는 남아프리카 공화국의 2010년 FIFA 월드컵 유치 성공에 영향력을 발휘했으며, 남아프리카 공화국 텔레비전과 ITV의 대회 중계에서 해설자로도 등장했다.

## 플레이 스타일
《메일 앤 가디언》의 기자 테베 마방가는 남아공 팬들이 라데베를 카이저 치프스 시절의 "호리호리하고 화려한 중앙 미드필더로 기억하며, 중앙 수비수로 자연스럽게 전환해 상대의 위협을 절묘하고 아크로바틱한 가위차기와 다이빙 헤딩으로 지워버리고, 가장 치명적인 스트라이커들을 완전히 침묵시키는 1대1 전담 수비로 봉쇄했던 선수"로 기억하고 있다.